# Undercover Blues
Undercover Blues, titulada en castellano Cuidado con la familia Blue en España y Pistolas y pañales en Argentina, es una película cómica estrenada el 10 de septiembre de 1993 en Estados Unidos, el 18 de noviembre del mismo año en Argentina y el 29 de abril de 1994 en España. Protagonizada por Kathleen Turner y Dennis Quaid. Dirigida por Herbert Ross.

## Argumento
Jefferson y Jane Blue (Dennis Quaid y Kathleen Turner) acaban de ser padres de una preciosa niña, pero a la vez también son dos agentes secretos, que se conocieron en una peligrosa misión. Mientras disfrutan de su estancia durante las vacaciones en Nueva Orleans una banda terrorista checa amenaza la seguridad nacional de Estados Unidos.
Ellos pretendían dedicarse más a su familia y sus hijos, pero justo en ese momento se les asigna una nueva e importante misión, de la cual dependerá la paz mundial y el futuro de su país. No les resultará tarea fácil ya que tendrán que llevar a cabo el trabajo teniendo a su hija presente durante toda la operación, puesto que no están dispuestos a separarse de ella mucho tiempo.

## Reparto
- Kathleen Turner como Jane Blue.
- Dennis Quaid como Jefferson Blue.
- Fiona Shaw como Paulina Novaceck.
- Stanley Tucci como Morty/Muerte
- Tom Arnold como Vern Newman.
- Richard Jenkins como Frank.

## Producción
Se rodó entre el 22 de junio y el 15 de septiembre de 1992. Se filmó íntegramente en Nueva Orleans, Luisiana, Estados Unidos. Inicialmente el título de la película iba a ser Cloak and Diaper.

## Recepción

### Respuesta crítica
Según la página de Internet Rotten Tomatoes obtuvo un 35% de comentarios positivos. Robert Roten dijo de la película que era "una de las mejores comedias que he visto en mucho tiempo". Chris Hicks señaló que "algo en la película es divertido, pero en general tiende a ser plana".

### Taquilla
Estrenada en 1.596 cines estadounidenses debutó en segunda posición con 4 millones de dólares, por delante de True Romance y por detrás de The Fugitive. Recaudó en Estados Unidos 12 millones. Se desconoce cuál fue el presupuesto o las recaudaciones internacionales.